# Tabanus bicoloratus
Tabanus bicoloratus är en tvåvingeart som beskrevs av Philip 1962. Tabanus bicoloratus ingår i släktet Tabanus och familjen bromsar. Inga underarter finns listade i Catalogue of Life.